# Ca la Marina
Ca la Marina és una obra de Marçà (Priorat) inclosa a l'Inventari del Patrimoni Arquitectònic de Catalunya.

## Descripció
Edifici de planta rectangular amb jardí posterior, bastit de maçoneria arrebossada i pintada, amb reforç de carreu als angles i cobert per teulada a dues vessants, amb planta baixa i dos pisos. Sobre la façana s'obren una finestra i la porta a la planta baixa, dos balcons al primer pis i dos balconets al segon. Cal destacar la porta, de pedra, amb arc rebaixat i les inicials "MGP" i la data de 1888 a la clau.

## Història
La construcció s'emmarca en el període pre-fil·loxera i en un sector en expansió dins la població. Tant aquest edifici com en número 58 A són exemples d'una tipologia diferent a la tradicional, amb jardí posterior. Objecte de successives transmissions patrimonials, l'edifici no és utilitzat actualment a causa de desavinences familiars, malgrat que és conservat en estat d'ús.